# 李錄予
李錄予，字山公，號恒菴。順天府大興縣籍，山西介休縣人。清朝政治人物。

## 生平
康熙九年（1670年）中式庚戌科進士。選翰林院庶吉士，散館授編修。官至吏部左侍郎，因事罷職。